# Neuperský dvůr
Neuperský dvůr, zvaný také Kuchyňkovský či Kuchynkovský nebo Wiesnerova vila, je dům čp. 55/IV v Chrudimi na Masarykově náměstí. Je chráněn jako kulturní památka České republiky.

## Historie
Nejstarší zmínka o domu je z roku 1599, o rok později se jeho majitelem stal Samuel Kuchynka. Poté dům vlastnili např. Neuperkové z Neuperku, Cyrany z Bolleshaus-Trippenbach-Hellinger, v roce 1797 se majiteli stali opět Kuchynkové. V roce 1871 dům koupil průmyslník František Wiesner. Z této doby pochází dnešní podoba domu, když v roce 1879 Wiesner nechal dům přestavět podle návrhu Františka Schmoranze mladšího. Postavena byla nárožní věž, přibyla socha Adama od Edmunda Hellmera. Po druhé světové válce se vlastníkem domu stal stát, po roce 1989 byl vrácen Wiesnerům.
Na fasádě je malba svaté Anny Samotřetí se svatým Josefem a svatým Jáchymem.
K domu náleží také zahrada založená ve druhém desetiletí 18. století rodem Millesimů. V zahradě jsou dvě iluzivní brány, také památkově chráněné.
Do roku 2017 se v objektu nacházela restaurace. V budově sídlí rovněž lékárna či ordinace lékařských specialistů.